# Haselbach (Gemeinde Perschling)
Haselbach ist eine Katastralgemeinde der Gemeinde Perschling im niederösterreichischen Mostviertel.

## Geografie
Der Ort liegt circa einen Kilometer südlich von Perschling. Das Dorf mit 20 Häusern (davon vier Bauernhäuser) und einer sehr alten romanischen Kirche (Ersterwähnung circa 1050) hat rund 80 Einwohner.

## Geschichte
Laut Adressbuch von Österreich war im Jahr 1938 in Haselbach ein Landwirt mit Direktvertrieb ansässig.

## Kultur und Sehenswürdigkeiten
- Katholische Filialkirche Perschling-Haselbach hl. Laurentius: Anfang August wird das Patrozinumfest (Hl. Laurentius – 10. August) für einen Tag gefeiert. Am ersten Advent gibt es eine Herbergssuche.